# Ilha de Bugala

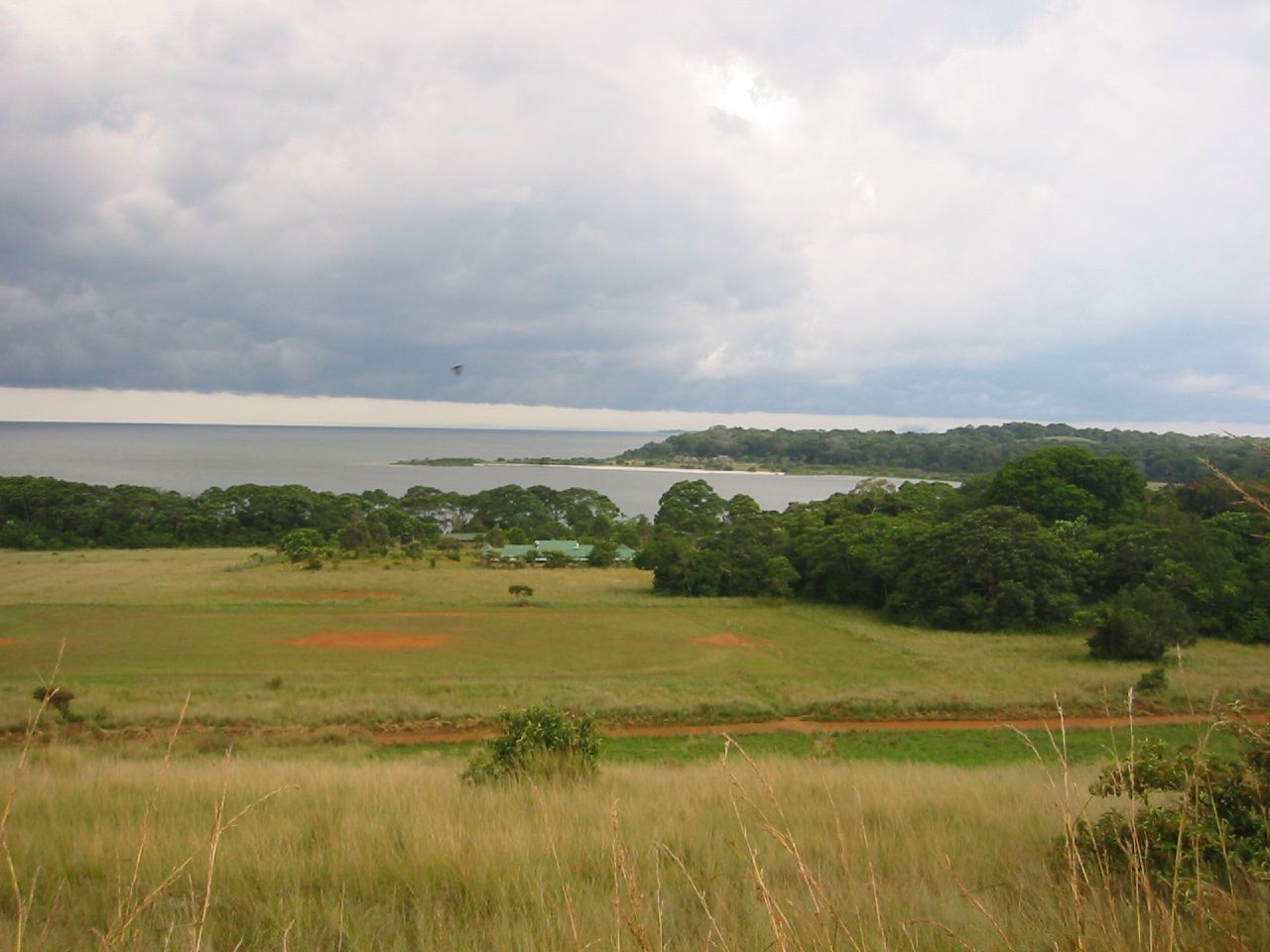
Ilha Bugala, Lago Vitória, Uganda

Ilha de Buggala, em Uganda, é a décima maior ilha lacustre do mundo. Com uma área de 275 square kilometres (106 sq mi), é também a segunda maior ilha do Lago Vitória, depois da Ilha Ukerewe da Tanzânia, e a terceira maior ilha lacustre da África, depois de Ukerewe e Idjwi da República Democrática do Congo. Faz parte das Ilhas Ssese no distrito de Kalangala. A principal cidade da ilha de Buggala é Kalangala. no conselho municipal de Kalangala, condado de Bujumba, distrito de Kalangala.

## Infraestrutura
A ilha de Bugala é a mais desenvolvida de todas as outras ilhas no distrito de Kalangala e atua como centro e ilha principal. A ilha abriga duas fábricas de óleo de palma uma localizada em Bukuzindu, no subcondado de Mugoye, e a outra em Bwendero, todas no condado de Bujumba. Há também uma estrada Murram de nível 'B' que vai de Luku a Kalangala e Mulabana, com 65,6 km de extensão, que funciona como a estrada principal da ilha. Esta estrada foi reabilitada pela Kalangala Infrastructure Services (KIS) em 2016. Ela também conecta diversas outras estradas secundárias de locais de desembarque e vilas remotas. A ilha de Bugala também tem estradas que conectam plantações de óleo de palma. A ilha de Buggala tem energia híbrida-elétrica gerada em Bukuzindu, no subcondado de Mugoye, pela KIS. "A Usina de Bukuzindu é uma usina híbrida solar-diesel de 1,6 MW que fornece energia para a população da Ilha de Bugala, no Lago Vitória. Foi inaugurada em dezembro de 2014 e iniciou suas operações em março de 2015. Atualmente, fornece energia para mais de 3.397 residências e 49 clientes comerciais, incluindo alguns hotéis e pequenas empresas...", diz parte dos dados acessados no site da fornecedora de energia elétrica de Buggala. Além desta energia eléctrica gerada internamente, a Ilha de Buggala foi ligada à rede eléctrica nacional em Junho de 2024  através de um sistema de 6 km de cabo de energia submarino passando pelo lago Vitória de Bukakata, no distrito de Masaka, até Bugoma, na ilha de Buggala. A Ilha de Buggala também abriga duas das quatro escolas secundárias em seu distrito-mãe, Kalangala: a Escola Secundária Memorial Bishop Dunstan Nsubuga, no conselho municipal de Kalangala, e a Escola Secundária Memorial Sserwanga Lwanga, no subcondado de Mugoye. A infraestrutura de saúde na Ilha Buggala inclui o centro de saúde IV de Kalangala, no conselho municipal de Kalangala, e outras instalações de saúde de menor escalão, como os centros de saúde III e II.

## Atividades econômicas
As pessoas na Ilha de Buggala se envolvem em quatro atividades principais que são
- Pesca
- Agricultura de plantação (cultivo de palma de óleo)
- Comércio varejista
- Negócios de turismo

## Pessoas notáveis da Ilha de Buggala

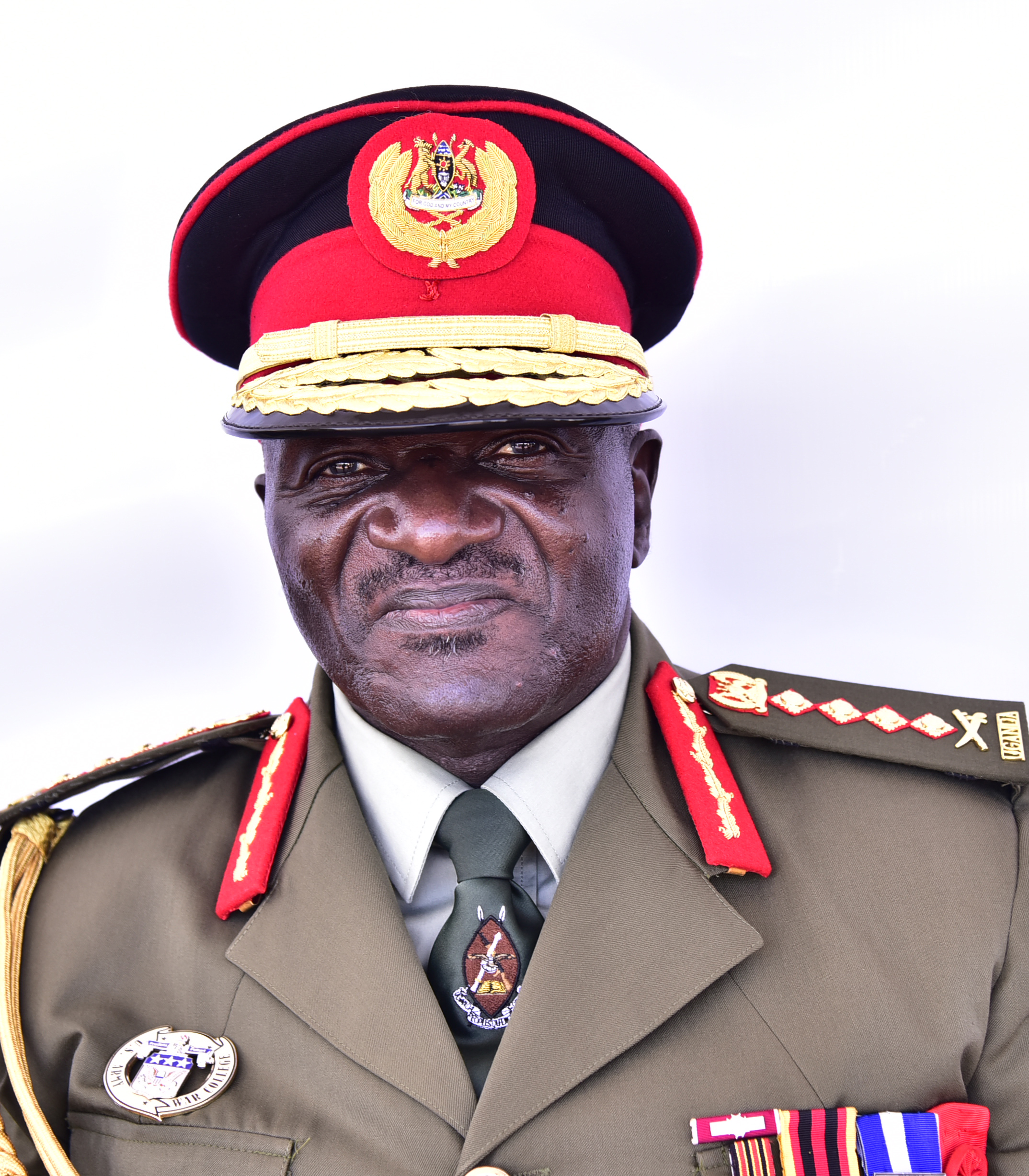
Ministro das Obras e Transportes, Gen. Katumba Wamala. Ele vem da Ilha Buggala em Kalangala

- Gen Edward Katumba Wamala (ex-PIG da polícia, CDF e atual Ministro de Obras e Transportes)
- Falecido Coronel Sserwanga Lwanga (ex-delegado da CA e comissário político da UPDF/veterano de guerra do NRA Bush)
- Exmo. Paul Kawanga Ssemogerere[4] (ex-ministro e líder do Partido Democrata em Uganda)
- O falecido Hon. Gerald Mutebi Mulwanira[5] (Ex-Ministro de Estado das Terras, Habitação e Desenvolvimento Urbano)

## Atrações turísticas e outros locais patrimoniais
A Ilha de Bugala atrai muitos turistas da Uganda continental e também do exterior. Entre as principais atrações turísticas da ilha estão:
- Praias de areia branca, localizadas principalmente em Lutoboka, incluindo o popular resort Mirembe
- A Floresta Cultural de Lugo, conhecida como a fonte do Ddamula, um símbolo de autoridade no Reino de Buganda
- Bugoma, onde os missionários Irmão Amans[6] e Pe. Acredita-se que Siméon Lourdel Marpel (comumente conhecido como Mapeera) tenha parado
- Caverna de John Speke, associada à jornada do explorador britânico em busca da nascente do Nilo.